# Карлсен, Кирстен
Кирстен Карлсен (до замужества — Матисон-Хансен; дат. Kirsten Carlsen (Mathison-Hansen); род. 9 января 1938, Копенгаген) — датская лыжница. Участница зимних Олимпийских игр 1968 года. Первая женщина, представлявшая Данию на зимних Олимпийских играх.

## Биография
Кирстен Карлсен родилась 9 января 1938 года в датском городе Копенгаген.
Выступала в соревнованиях за Копенгагенский лыжный клуб.
В 1968 году вошла в состав сборной Дании на зимних Олимпийских играх в Гренобле. На дистанции 5 км заняла последнее, 34-е место, показав результат 19 минут 56,6 секунды и уступив 3 минуты 11,4 секунды завоевавшей золото Тойни Густафссон из Швеции. На дистанции 10 км заняла последнее, 32-е место при двух не финишировавших с результатом 46.56,2, уступив 10 минут 9,7 секунды победительнице Тойни Густафссон. Была знаменосцем сборной Дании на церемонии открытия Олимпиады.
Карлсен стала первой женщиной, представлявшей Данию на зимних Олимпийских играх.

## Семья
Муж — Свенн Карлсен (род. 1938), датский лыжник. Участник зимних Олимпийских игр 1964 и 1968 годов.